# Verbiss

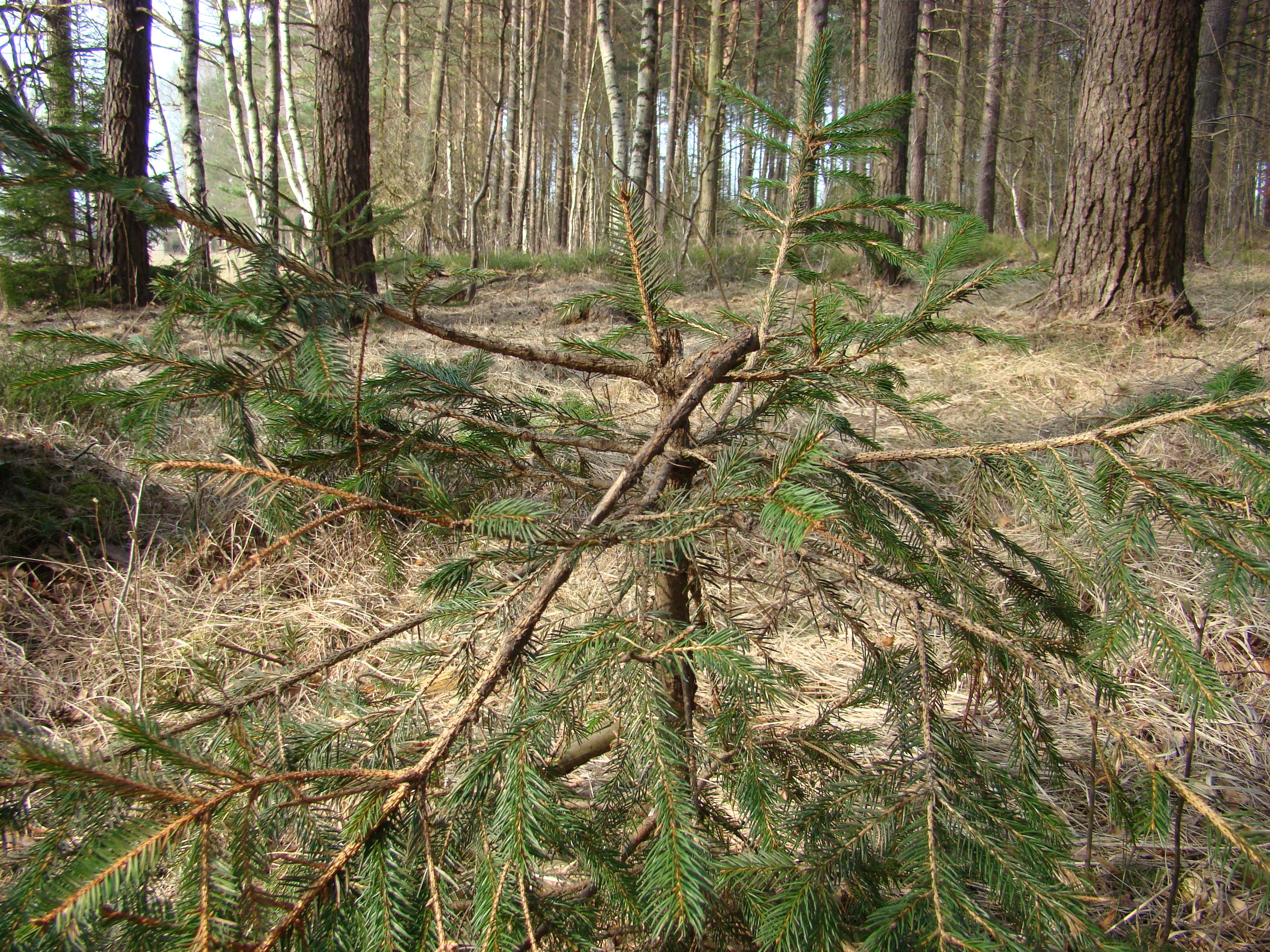
Verbiss durch Schalenwild am Spitzentrieb einer Fichte

Als Verbiss bezeichnet man das Abbeißen von Knospen, Blättern oder Zweigen vor allem an landwirtschaftlich oder forstwirtschaftlich erwünschten Pflanzen. Verbiss erfolgt durch Wild- und Nutztiere. Er kann den Wuchs von Pflanzen verzögern, Krüppelwuchs und Bonsaiformen sowie Folgeschäden durch Fäule verursachen oder eine Pflanze absterben lassen.
Ausreichend großer Weidedruck ist mitverantwortlich für die Entstehung vieler Savannenlandschaften in den Tropen und wird als Ursache für zwischen- und nacheiszeitliche Offenlandschaften in den gemäßigten Breiten diskutiert.

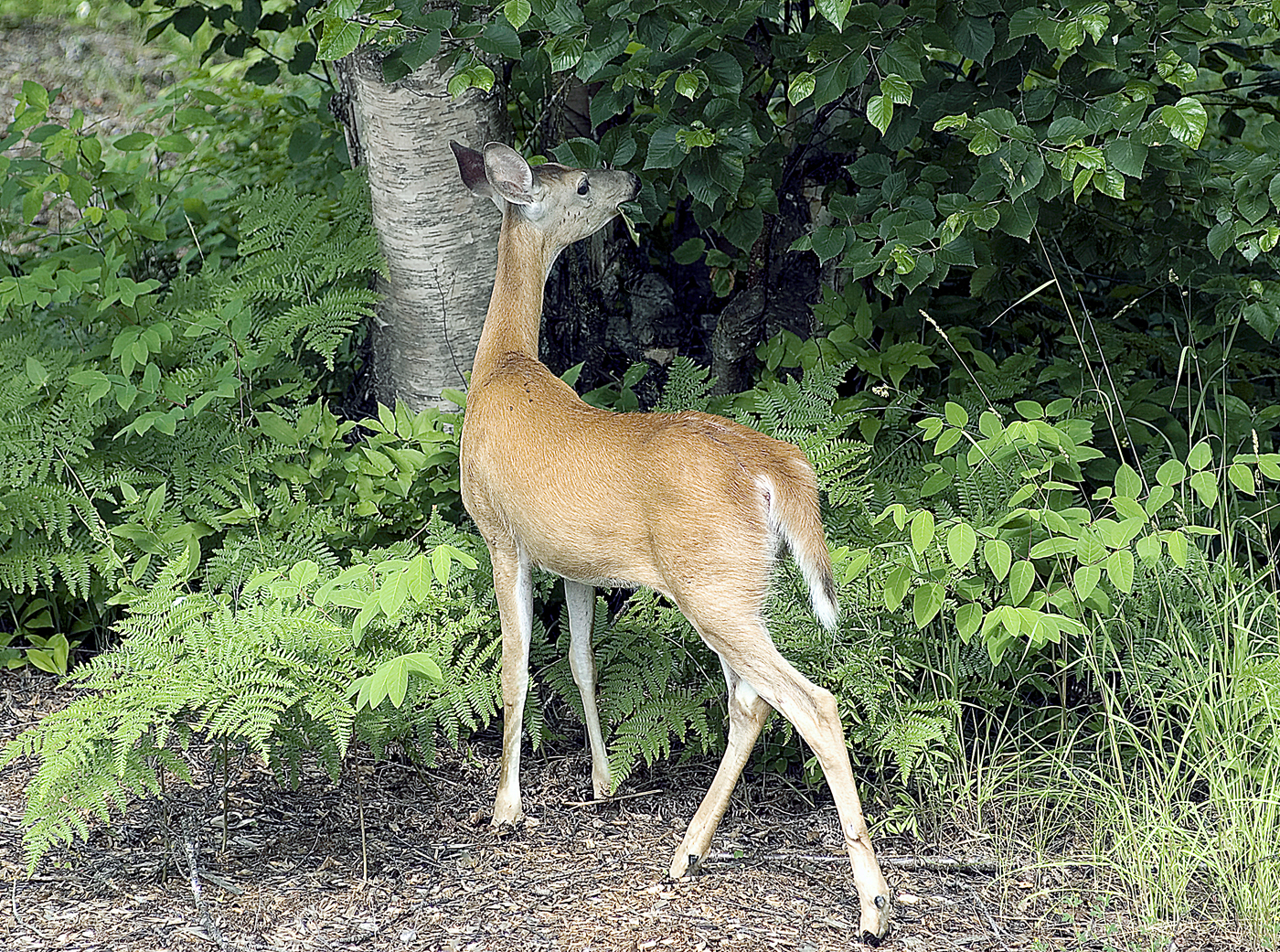
Weißwedelhirsch beim Verzehr von Blättern

## Verbiss durch Nutztiere

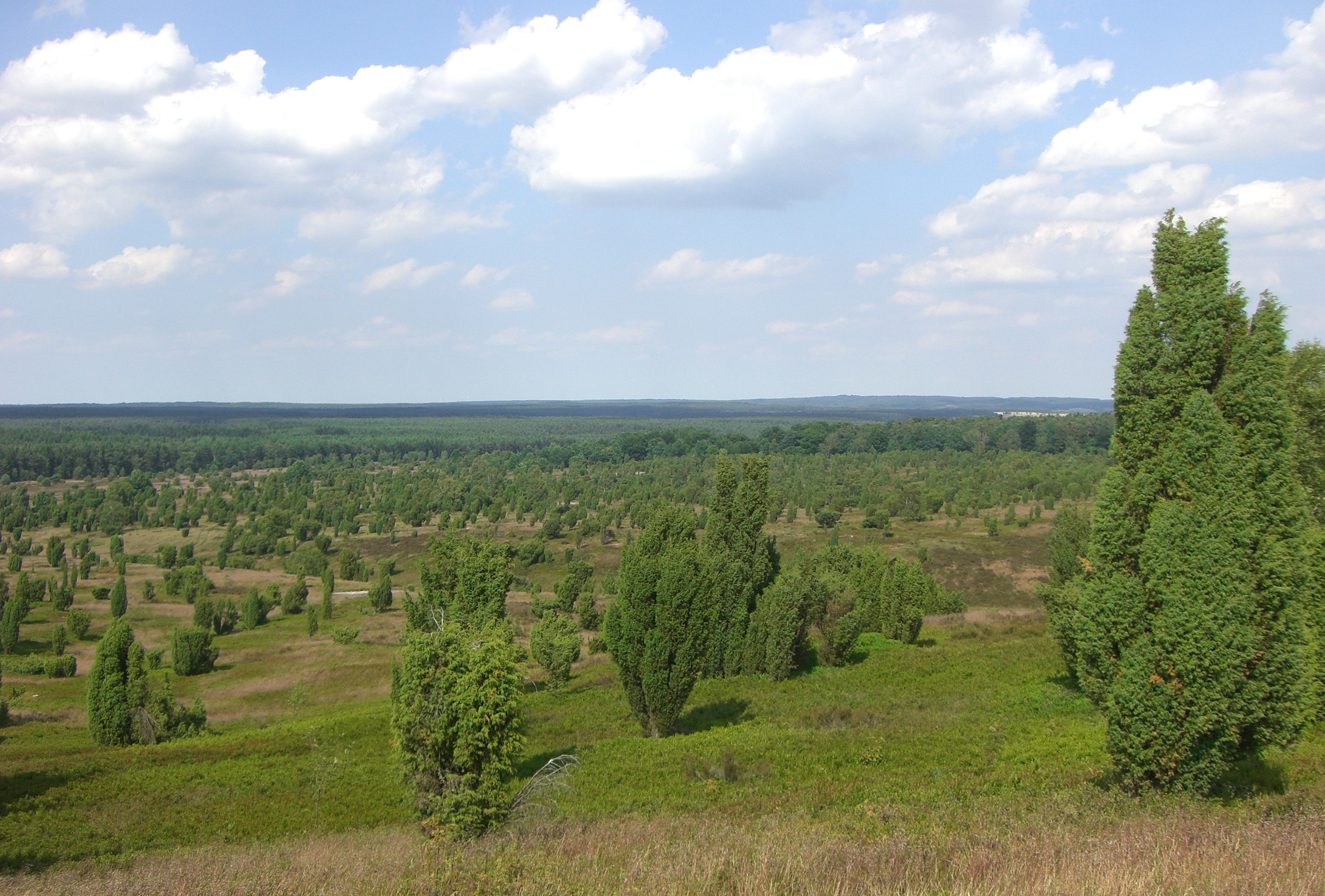
Lüneburger Heide: Die Beweidung durch Heidschnucken führte zur Entstehung dieser Kulturlandschaft mit einer aus Besenheide und Wacholder bestehenden Vegetation, weil diese beiden Pflanzen den Schafen nicht schmecken, während fast alle anderen durch den Verbiss verschwunden sind.

Verbiss durch Nutztiere wie Schafe und Ziegen kann die Vegetation nachhaltig beeinflussen. Beispiele sind spezielle Hutewälder für Weidetiere. Wenn der Verbiss das Wachstum erwünschter Vegetation nachhaltig hemmt oder verhindert, spricht man von Überweidung, die – insbesondere im Zusammenwirken mit anderen Umweltfaktoren – weitreichende ökologische Folgen haben kann. Viele Kulturlandschaften, beispielsweise Heiden, entstanden erst durch die Nutztierhaltung. Daher wird die Haltung von Schafen (und gelegentlich auch Burenziegen) teilweise im Rahmen der Landschaftspflege gefördert, um die Verbuschung zu verhindern.
Die Vermeidung von Verbiss und Vertritt hat jedoch auch zu einer Vielzahl von Landschaftselementen geführt. Traditionelle Flurformen wie etwa die Eschflur und die Blockflur waren mit Viehhaltung verbunden, wobei die Weideflächen eher am Rande der Gemarkung lagen. Das Vieh wurde häufig abends entlang der Äcker ins Dorf zurückgetrieben. Um Verbiss und Vertritt zu vermeiden, wurden die wertvollen Äcker mit Hecken geschützt. Knicks und Redder, die vor allem im Norden Deutschlands immer noch zu finden sind, verdanken ihre Entstehung dieser Vorsorgemaßnahme.

## Wildverbiss

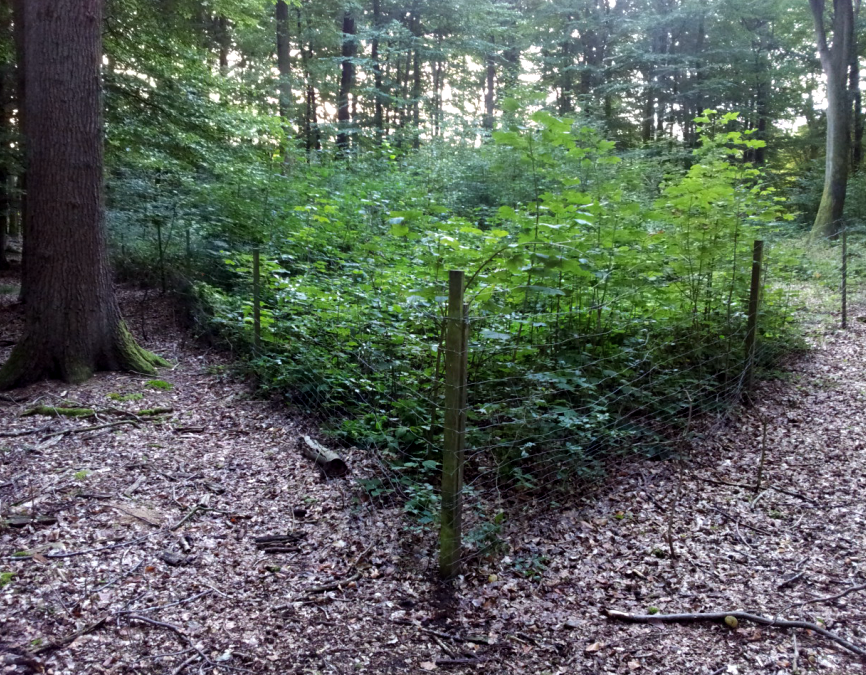
Weiserfläche zur Beurteilung des Wildeinflusses auf die Naturverjüngung – man beachte das Fehlen von Verjüngung außerhalb des Zaunes

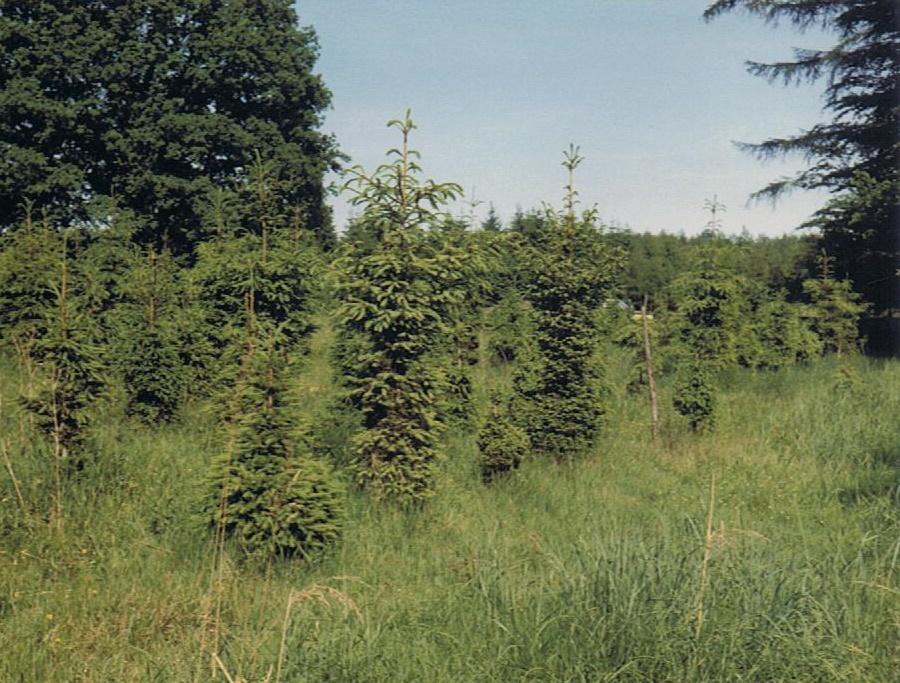
Wildverbiss durch Reh-, Rot- und Damwild an einer Fichtenschonung. Die unteren Seitentriebe werden regelmäßig abgefressen. Oberhalb der Reichweite der Tiere zeigen die jungen Bäume normalen Wuchs. Eine junge Fichtenkultur könnte ohne Wildzaun in einem Gebiet mit so hoher Wilddichte nicht hochkommen, da besonders die Spitzentriebe abgefressen würden.

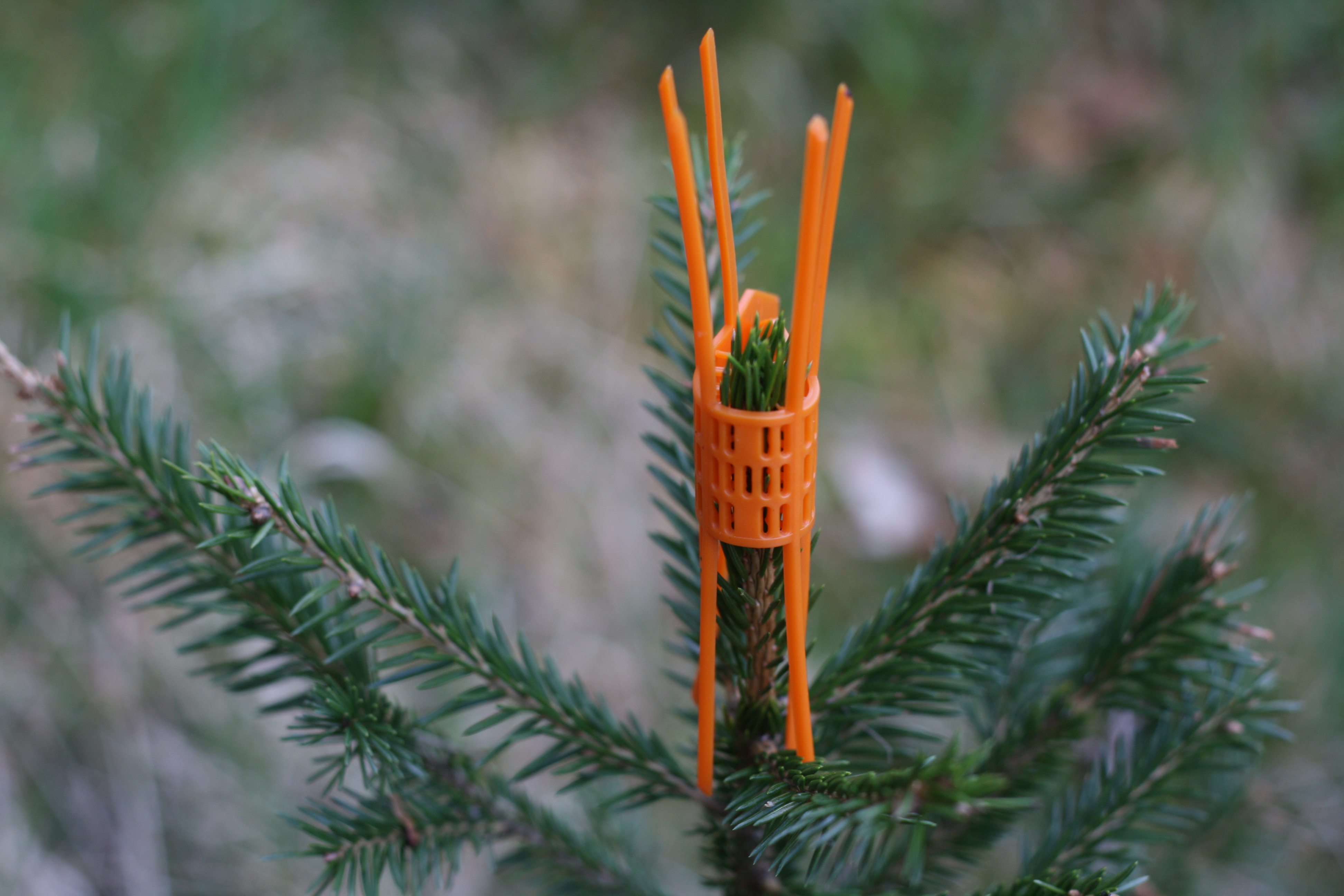
Kunststoffclips zum Verbissschutz

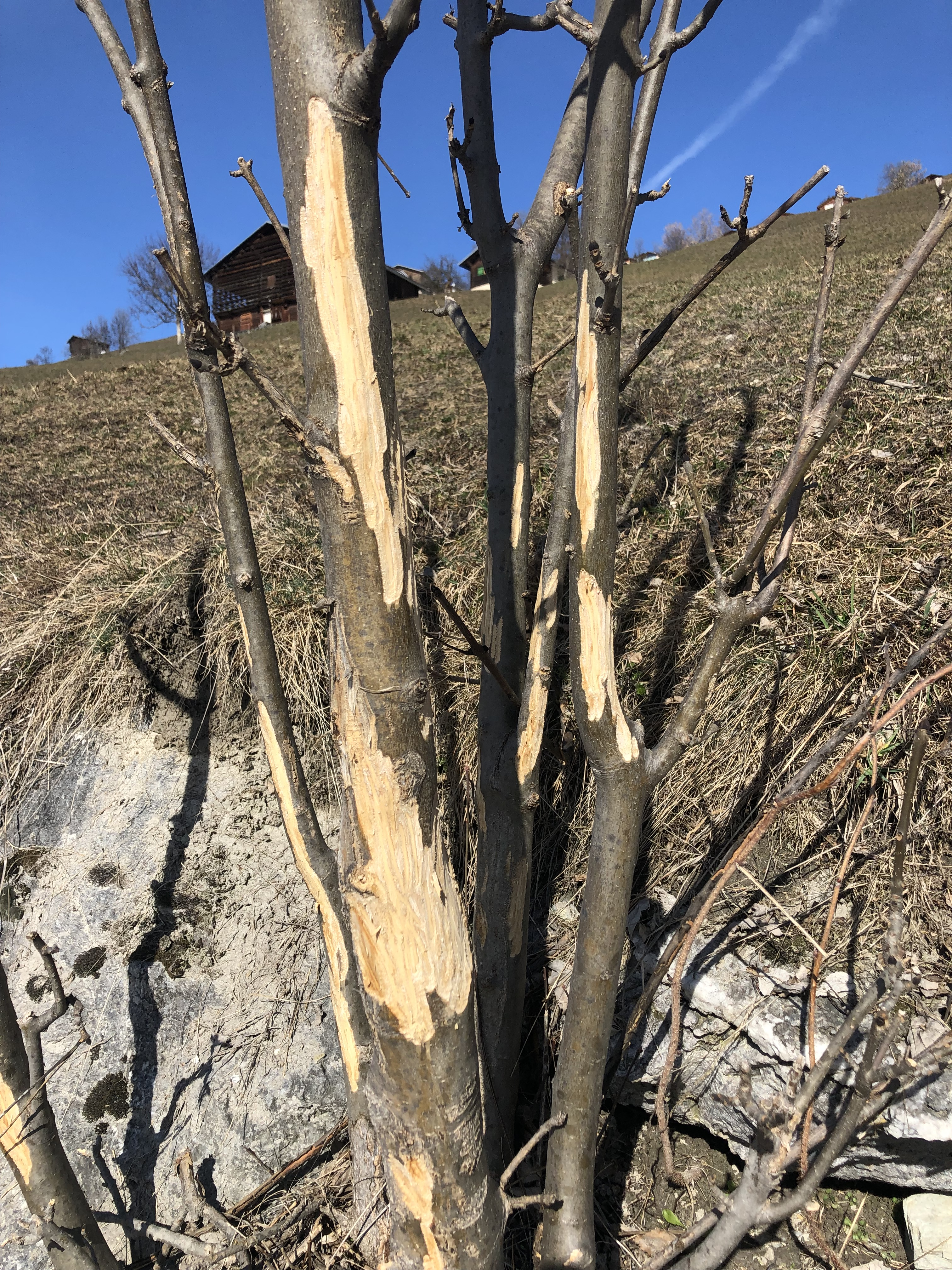
Schälschaden durch Rotwild

Der Verbiss an Pflanzen durch Tierarten, die dem Jagdrecht unterliegen, wird als Wildverbiss bezeichnet.

### Ursache
Als Verursacher kommen vor allem das wiederkäuende Schalenwild, aber auch der Feldhase (Lepus europaeus) und das Wildkaninchen (Oryctolagus cuniculus) in Frage. Auch Mäuse (Muroidea) beeinflussen die Waldverjüngung, d. h. das Nachwachsen einer jungen Waldgeneration durch das Fressen von Wurzeln, Samen und Samenkeimlingen.

### Geschichte
In Mitteleuropa wurden das Reh (Capreolus capreolus) und der Rothirsch (Cervus elaphus) in den Nachwehen der bürgerlichen Revolution stark dezimiert oder waren beinahe komplett verschwunden. Besonders die alpinen Wälder wurden zu jener Zeit völlig übernutzt, und die natürliche Verjüngung bzw. Wiederaufforstung dieser Gebirgswälder fand zunächst in einer „wildfreien“ Umgebung statt.

### Heutige Situation
Heute werden die Wildbestände auf einem hohen Populationsbestand aktiv bewirtschaftet. Die früheren Zusammenbrüche der Wildtierpopulationen, ausgelöst durch harte Winter und zu hohe Populationsdichte, bleiben nun aufgrund der Populationskontrollen aus. Dadurch fehlen lang andauernde Zeitabschnitte von niedrigen Wildbeständen. Infolge des nun kontinuierlichen Wildverbisses können sich neue Baumgenerationen nur erschwert bilden.

### Wirtschaftliche Situation
Europaweit werden hohe Erwartungen an die Nutz-, Schutz- und Wohlfahrtsfunktionen des Waldes gestellt, was zu einem erhöhten Konflikt Wald-Wild und Mensch führt. So kann der Wildverbiss an einer forstlichen Kultur oder an Naturverjüngungen zu empfindlichen Schäden und hohen Ausgaben (z. B. für Nachpflanzungen) führen. Je nach Dichte der Schalenwildpopulationen und der Altersstruktur des Waldes kann dies zu einer gesteigerten Verbissbelastung, Minderung der Waldverjüngung und sogar zu einem Artenschwund im Wald führen.
Sowohl ehemals die Nutztiere im Hutewald als auch heute nur noch das Schalenwild im Forst zeigen bezüglich ihrer Futterpflanzenwahl klare Präferenzen und beeinflussen damit die Konkurrenzvorteile und Absterberaten der verschiedenen Pflanzenarten. Besonders die Vogelbeere (Sorbus aucuparia) sowie die Weißtanne (Alba abies) sind beliebte Futterpflanzen.
Vor allem die Weißtanne ist von dieser Wald-Wild-Problematik stark betroffen. Diese Nadelbaumart wird aktuell in der Holzindustrie sehr geschätzt und erfüllt als Teil des Schutzwaldes im Gebirge eine wichtige Funktion. Aber auch bei Eiche, Hainbuche, Edellaubholz, Buche, Fichte, Kiefer und Birke kommt es häufig zu Konkurrenzvorteilen. Besonders Rehe wählen ihre Nahrung (Äsung) mit Vorliebe nach deren Stickstoffgehalt aus, welcher zum Beispiel in Knospen von Laubbäumen in der frühesten Wachstumsphase hoch ist.
Entsteht durch Schalenwild oder Kaninchen ein wirtschaftlicher Schaden, kann der Geschädigte in der Regel Schadensersatz verlangen. Die Forstbehörden in den meisten deutschen Bundesländern beurteilen die Wildverbissschäden an der Waldverjüngung in Vegetationsgutachten.
Zur Verhinderung oder Reduktion des Verbisses werden Vergrämungsmittel (olfaktorisch, chemisch) oder mechanischer Verbissschutz eingesetzt. Direkte Schutzvorkehrungen sind der Bau von Forstkulturzäunen oder der Einzelschutz einzelner Pflanzen mit mechanischen oder chemischen Schutzmitteln.
Ein Bewuchs durch Brombeeren kann Wildverbiss reduzieren.
Im Jagdrecht wird seit Jahren die Abschussquote von allen Schalenwildarten angepasst, d. h. in der Regel erhöht.

## Recht in Deutschland
Die Verhinderung und Abwicklung untragbarer Wildschäden ist im Jagdrecht geregelt. Grundsätzlich ist die Zusammenarbeit zwischen den Grundbesitzern als Eigentümern des Jagdrechts, ortsansässigen Forstämtern und Jagdausübungsberechtigten für die Ausarbeitung einer vorbeugenden Planung von Maßnahmen, wie Bejagungsschwerpunkte, Anlage von Wildäckern, Ausgleichsflächen und Wildruhezonen, Absprache von forstlichen Betriebsmaßnahmen sowie von effektiver Jagdplanung unerlässlich. Das Bundesjagdgesetz verlangt, dass die im Jagdrevier vorkommenden Hauptbaumarten im Wesentlichen ohne Schutzmaßnahmen verjüngt werden können.

## Schweiz
In der Schweiz wird die Wildbewirtschaftung und somit auch die Verbisschutzmassnahmen neben gesetzlichen Grundlagen durch kantonale Massnahmenpläne bestimmt.

## Ähnliche Schäden
Von Abbissen oder Absprüngen wird gesprochen, wenn unter einem Baum Triebe in auffallender Menge liegen. An Fichten und Tannen werden diese von Eichhörnchen hervorgerufen. An Kiefern brechen die Triebe nicht selten an den Bohrstellen ab, welche der Kiefernmarkkäfer (Tomicus piniperda) an ihnen erzeugt hat.
Weitere Schäden werden verursacht durch Fegen mit dem Geweih und Schälen der Rinde. Bodenveränderungen und Schädigungen durch Vertritt treten vorwiegend durch Huftierherden auf.

## Verbiss als natürlicher Gestaltungsfaktor
Eine gänzlich andere, weil sehr positiv besetzte Definition von Verbiss jedoch resultiert aus Überlegungen, die als Megaherbivorenhypothese bekannt geworden sind. Sie sehen den Wildverbiss nicht als negatives, anthropogen verursachtes Problem, sondern als den Rest weit einflussreicherer Verbissfolgen an, die natürliche Offenflächen auf potenziell waldfähigen Standorten Europas und anderen Regionen der humiden gemäßigten Breiten geschaffen hätten. Demnach hätte der Verbiss von Bäumen, nicht nur durch heute weit verbreitete Pflanzenfresser wie Reh und Hirsch, sondern auch durch Wisent, Auerochse und Wildpferd (im Pleistozän auch durch Waldelefanten, Nashörner u. a.), für natürliche Landschaften in Europa gesorgt, in denen durch einzelne Solitärbäume, Gebüsche und Kurzrasenflächen ein parkähnliches Offenlandbiotop entstanden wäre. Als Argumente für diese Hypothese werden u. a. die Einnischung von Auerochse, Wisent und Pferd als Grasfresser und Bewohner offener Landschaften, die Häufigkeit von Pollen der lichtbedürftigen und beweidungsfesten Gattungen Eiche und Hasel in Pollendiagrammen aus Europa sowie der große Artenreichtum europäischer Kurzrasenflächen genannt. Laut dieser Theorie stellt die Verbissproblematik ein rein ökonomisches, nicht ökologisches Problem dar, da die Verjüngung des Waldes ohnehin kein natürlicher Prozess wäre, da auch dichte Wälder im europäischen Tiefland vor dem Eintreffen des Menschen nicht vorgekommen seien.